# Quan hệ ngoại giao của Lào
Quan hệ ngoại giao của Lào, được quốc tế gọi là Cộng hòa Dân chủ Nhân dân Lào, sau khi Pathet Lào tiếp quản vào tháng 12 năm 1975, được đặc trưng bởi một tư thế thù địch đối với phương Tây, với chính phủ Cộng hòa Dân chủ Nhân dân Lào quan hệ chặt chẽ với khối Xô Viết, duy trì mối quan hệ chặt chẽ với Liên Xô và phụ thuộc nhiều vào Liên Xô trong hầu hết các hỗ trợ nước ngoài. Lào cũng duy trì "mối quan hệ đặc biệt" với Việt Nam và chính thức hóa một hiệp ước hữu nghị và hợp tác năm 1977 tạo ra căng thẳng với Trung Quốc.
Với sự sụp đổ của Liên Xô và với sự giảm khả năng hỗ trợ của Việt Nam, Lào đã tìm cách cải thiện quan hệ với các nước láng giềng khu vực và đã thoát khỏi cô lập quốc tế thông qua quan hệ được cải thiện và mở rộng với các quốc gia khác như Pakistan, Ả Rập Saudi, Trung Quốc, Thổ Nhĩ Kỳ, Úc, Pháp, Nhật Bản và Thụy Điển. Quan hệ thương mại giữa Lào với Hoa Kỳ đã được bình thường hóa vào năm 2004. Lào được kết nạp vào Hiệp hội các quốc gia Đông Nam Á (ASEAN) vào tháng 7 năm 1997 và nộp đơn xin gia nhập Tổ chức Thương mại Thế giới năm 1998. Năm 2005, Lào đã tham dự lễ khai mạc Hội nghị thượng đỉnh Đông Á.

## Thành viên của các cơ quan quốc tế
Lào là thành viên của các tổ chức quốc tế sau: Cơ quan Hợp tác Văn hóa và Kỹ thuật (ACCT), ASEAN, Khu vực thương mại tự do ASEAN (AFTA), Diễn đàn khu vực ASEAN, Ngân hàng phát triển châu Á, Kế hoạch Colombo, Ủy ban kinh tế và xã hội châu Á và Thái Bình Dương (ESCAP), Tổ chức Lương thực và Nông nghiệp (FAO), Nhóm 77, Ngân hàng Tái thiết và Phát triển Quốc tế (Ngân hàng Thế giới), Tổ chức Hàng không Dân dụng Quốc tế (ICAO), Hiệp hội Phát triển Quốc tế (IDA), Quỹ Phát triển Nông nghiệp Quốc tế (IFAD), Tập đoàn Tài chính Quốc tế (IFC), Liên đoàn Chữ thập đỏ và Trăng lưỡi liềm đỏ Quốc tế, Tổ chức Lao động Quốc tế (ILO), Quỹ Tiền tệ Quốc tế (IMF), Intelsat (người dùng không chuyên trách) và Interpol.
Lào cũng là thành viên của Ủy ban Olympic quốc tế (IOC), Liên minh viễn thông quốc tế (ITU), Tập đoàn Mekong, Phong trào không liên kết (NAM), Liên minh Thái Bình Dương (với tư cách quan sát viên), Tòa án trọng tài thường trực (PCA), Liên hợp quốc, Công ước Liên hợp quốc về Thương mại và Phát triển (UNCTAD), Tổ chức Giáo dục, Khoa học và Văn hóa Liên Hợp Quốc (UNESCO), Tổ chức Phát triển Công nghiệp Liên Hợp Quốc (UNIDO), Liên minh Bưu chính Thế giới (UPU), Liên đoàn Công đoàn Thế giới, Tổ chức Y tế Thế giới (WHO), Tổ chức sở hữu trí tuệ thế giới (WIPO), Tổ chức khí tượng thế giới (WMO), Tổ chức du lịch thế giới, Tổ chức thương mại thế giới (quan sát viên).